# Cratere Karoo
Karoo è un cratere sulla superficie di Mathilde.